# 严嘉乐
卡雷爾·斯拉維切克（捷克語：Karel Slavíček，1678年12月24日—1735年8月24日），漢名严嘉乐，是一位18世纪天主教耶稣会在中国的捷克传教士，数学家，天文学家，音乐家和汉学家。

## 生平
1678年12月24日，严嘉乐出生在摩拉维亚小镇伊姆拉莫夫（Jimramov）广场上的太阳之屋（domě U Slunce）。他在布尔诺文法学校毕业后，1694年加入耶稣会，在奥洛穆茨学了两年神学，3年哲学。他在那里住了4年，从事教师工作，然后移至布拉格，在那里他花了4年时间研究神学。他的爱好变成了数学和天文学。作为一名学生，编制了布拉格的详细规划。
他完成学业后，在伊钦担任了两年神父，然后成为布雷斯劳中学数学教授。1710年，他出任奥洛穆茨大学的希伯来文和数学教授，在那里他获得了哲学博士学位，并加入耶稣会。他到了布尔诺，在1714年受派遣到海外传教。1715年夏天，他前往里斯本。1716年3月13日，他和巴伐利亚耶稣会士戴进贤（Janem Köglerem）一起登上前往中国的船只，经过6个月的航行，进入澳门，学习中文。随后得到广东巡抚杨琳推荐。1717年1月进入北京。 
在中国，严嘉乐度过了余生。除了在天文学领域的专业工作外，他还写了一篇关于中国音乐的论文，并按照测量学原理绘制了北京地图。由于他兼通历算、音律，成为康熙皇帝的宠臣。
1735年8月24日，严嘉乐在北京逝世，安葬在西郊车公庄的耶稣会士墓地。 